# Solana de Pedraficada
La Solana de Pedraficada és una solana del terme municipal de Conca de Dalt, a l'antic terme d'Hortoneda de la Conca, al Pallars Jussà, en territori que havia estat de l'antic poble de Senyús.
Està situada al sud-est de la Torre de Senyús, a migdia del Forant Negre i al sud-oest del Pletiu del Duc, al nord de l'Obaga de Pedra Ficada, a la dreta de la llau de Pedra Ficada.